# Brunéi en los Juegos Olímpicos de Atenas 2004
Brunéi estuvo representado en los Juegos Olímpicos de Atenas 2004 por un deportista masculino que compitió en atletismo.
El portador de la bandera en la ceremonia de apertura fue el atleta Jimmy Anak Ahar. El equipo olímpico bruneano no obtuvo ninguna medalla en estos Juegos.